# Christoph Kuffner

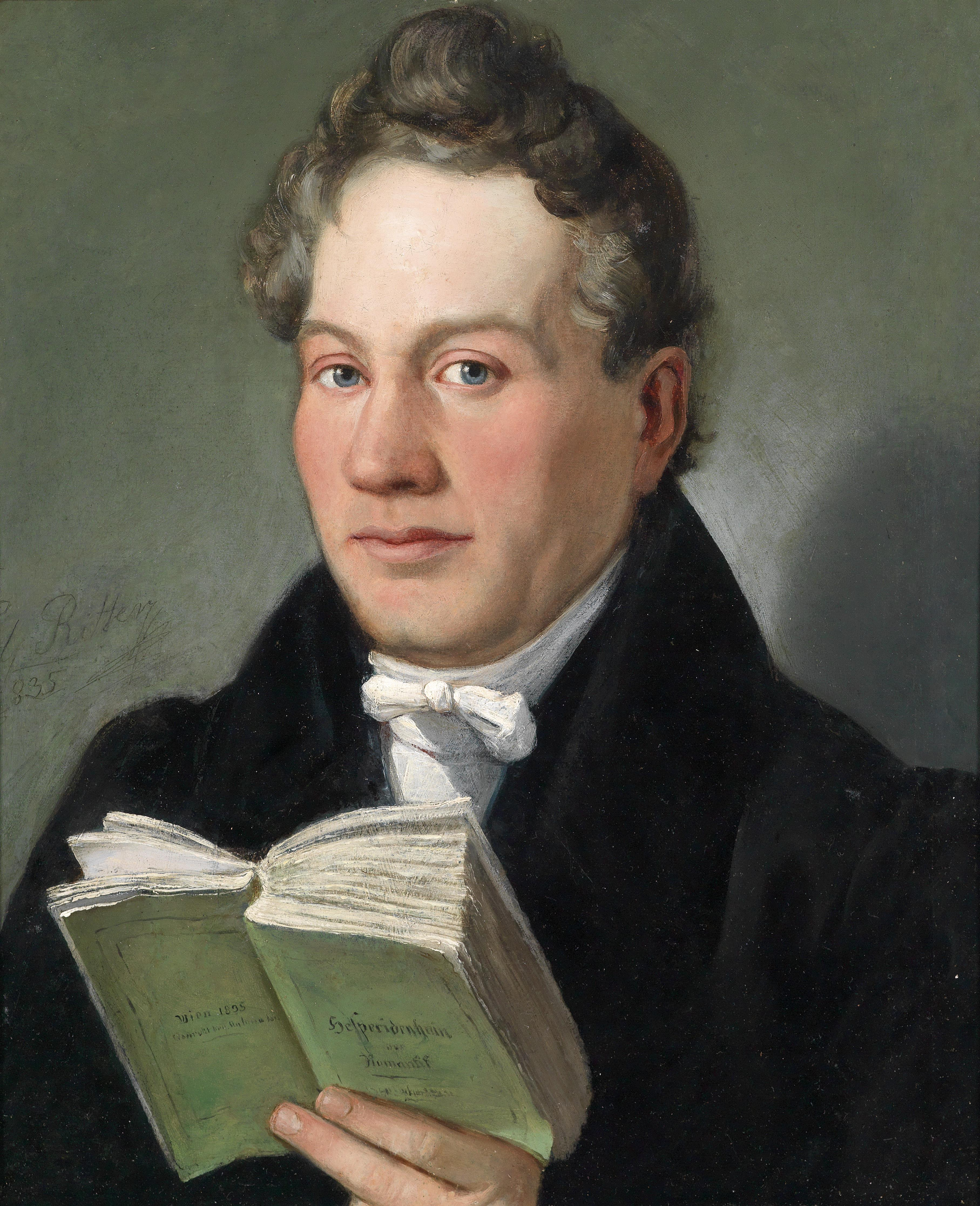
Eduard Ritter: Porträt Christoph Kuffner mit seinem Buch „Hesperidenhain der Romantik“, 1836

Christoph Kuffner (* 28. Juni 1777 in Wien; † 7. November 1846 ebenda) war ein österreichischer Dichter.

## Leben
Christoph Kuffner war Konzipist beim k. k. Hofkriegsrat und ab 1818 Redakteur der einflussreichen Wiener Zeitschrift für Kunst, Literatur und Mode, die von Johann Schickh gegründet und herausgegeben wurde. Die Zeitschrift erschien von 1816 bis 1848 und ist eine der wichtigsten Quellen zum Wiener Kulturleben.
Heute ist Kuffner vor allem als Textdichter von Beethovens Chorfantasie op. 80 bekannt. Da Beethoven selbst mit dem Text unzufrieden war und den Textdichter verschwieg (auch die Erstausgabe erschien ohne Angabe des Textdichters), war es lange Zeit umstritten, wer den Text zu dem Werk schrieb. Bereits in einer Rezension der Uraufführung, die Beethoven am 22. Dezember 1808 selbst dirigierte, wird Kuffner jedoch ausdrücklich als Textdichter genannt. Daneben nennt ihn auch Beethovens Schüler Carl Czerny als Textdichter des Werks.
1813 schrieb Beethoven die Bühnenmusik zu Kuffners Tragödie Tarpeja (WoO 2a). 1826 schrieb Kuffner für Beethoven noch das Libretto zu einem Oratorium Saul, das dieser aber nicht mehr vertonen konnte.

## Werke (Auswahl)
- Mälzl und seine musikalischen Kunstwerke, in: Vaterländische Blätter, Wien, Jg. 1, Nr. 14 vom 24. Juni 1808, S. 112–115 (Digitalisat)
- Cervantes in Algier, Schauspiel in fünf Akten (Digitalisat)
- Ulrich, Herzog von Württemberg, historisches Schauspiel in fünf Akten (Digitalisat)
- Die Malteser, historisches Schauspiel in drei Akten (Digitalisat)
- Hersilia, Schauspiel in vier Akten (Digitalisat)
- Belisar, historisches Schauspiel in fünf Akten (Digitalisat)
- Catilina, Trauerspiel in fünf Akten (Digitalisat)

### Ausgaben
- Ch. Kuffner’s erzählende Schriften, dramatische und lyrische Dichtungen. Ausgabe letzter Hand, 20 Bände, Wien 1843–1847